# カプトプリル
カプトプリル（Captopril）とはアンジオテンシン変換酵素阻害薬の一つである。アンジオテンシン変換酵素（ACE）を抑制することにより血圧を低下させる。さらにアルドステロン分泌の抑制による利尿作用を有する。高血圧、鬱血性心不全の治療に使用される。カプトプリルは初のACE阻害薬であり、新規作用機序ならびに新規開発手法の2つの意味で革新的と云われる。副作用として肺のブラジキニン増加による空咳が生じる。商品名カプトリル。経口投与薬で、1日3回服用の錠剤と1日2回服用のカプセル剤がある。
構造としては(S )-プロリン（L-プロリン）のN 置換体である。

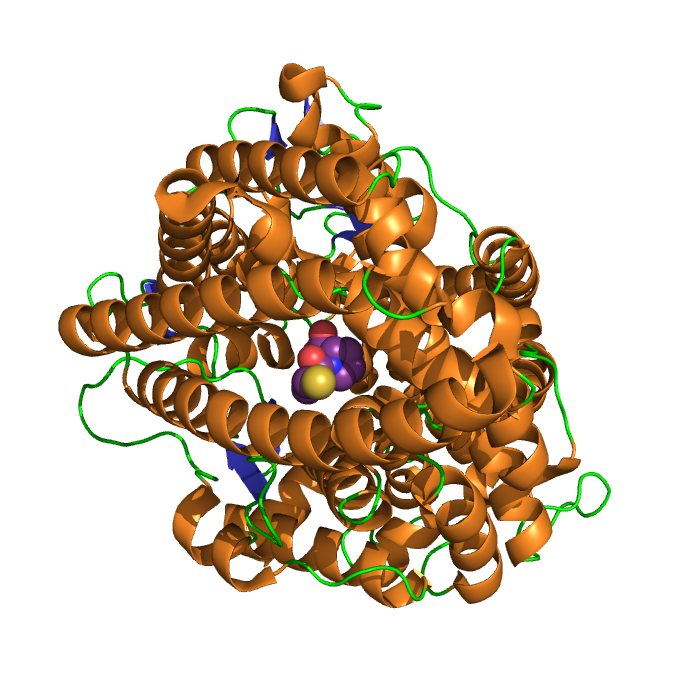
ショウジョウバエのACE-カプトプリル複合体

## 効能・効果
錠剤・細粒
本態性高血圧症、腎性高血圧症、腎血管性高血圧症、悪性高血圧
カプセル剤
本態性高血圧症、腎性高血圧症
カプトプリルの作用は主に血管拡張作用と腎保護作用に基づく。心筋梗塞後の心不全治療や糖尿病性腎症の治療にも用いられる。
加えて、一部の患者に対しては気分安定（上昇）薬として作用する。動物実験でカプトプリルの抗うつ作用があると見られ、臨床研究が1回実施されたが有効性を示す事はできなかった。抗うつ効果を評価する正規の臨床試験は実施されていない。
肺癌に対する縮小効果が研究された事がある。

## 禁忌
下記の患者には禁忌とされている。
- 製剤成分に対し過敏症の既往歴のある患者

- 血管浮腫の既往歴のある患者
- デキストラン硫酸固定化セルロース、トリプトファン固定化ポリビニルアルコール、ポリエチレンテレフタレートを用いた吸着器によるアフェレーシスを施行中の患者
- アクリロニトリルメタリルスルホン酸ナトリウム膜（AN69）を用いた血液透析施行中の患者
- 妊婦または妊娠している可能性のある婦人
- アリスキレンフマル酸塩を投与中の糖尿病患者（ただし、他の降圧治療を行ってもなお、血圧のコントロールが著しく不良の患者を除く）

## 副作用
添付文書で重大な副作用とされているものは、アナフィラキシー、血管浮腫、汎血球減少、無顆粒球症、急性腎不全、ネフローゼ症候群、高カリウム血症、天疱瘡様症状、皮膚粘膜眼症候群、剥脱性皮膚炎、狭心症、心筋梗塞、鬱血性心不全、心停止、錯乱、膵炎である（全て頻度不明）。
そのほか、血中ブラジキニン増加、蛋白尿、味覚異常、催奇形性、起立性低血圧、白血球減少が発生する。起立性低血圧がカプトプリルに特有な即効性短時間性の効果による他は、一般にACE阻害薬に共通すると考えられている副作用である。
咳嗽はACE阻害薬共通の副作用として知られている。カプトプリルの咳嗽の発生率は1989年9月の再審査結果公表時点では0.1%未満とされていたが、クラスエフェクトとして認識された後の1994年3月では1.64%とされている。高カリウム血症は、特に他薬（カリウム保持性利尿薬など）を併用していて血中カリウムが上昇しやすい状態である場合に多い。
その他0.1%に発生する副作用として、BUN上昇、血清クレアチニン上昇、発疹、瘙痒、食欲不振、嘔気・嘔吐、下痢、AST(GOT)上昇、ALT(GPT)上昇が知られている。

## 過量投与
カプトプリルや他のACE阻害薬の過量投与はナロキソンで治療できる。

## 薬物動態
多くのACE阻害薬とは異なり、カプトプリルはプロドラッグではない。プロドラッグでないACE阻害薬は他にリシノプリルのみである。服用されたカプトプリルの約7割が体内に吸収される。胃内に食物があると生物学的利用能は低下する。血中半減期は錠剤で0.43時間〜0.62時間、カプセル剤で2.13時間である。一部は未変化で、一部は代謝された後に、尿中に排泄される。排泄量は、服用後24時間で全体の約2⁄3（その半分は未変化体）である。代謝は主にグルタチオン抱合であり、尿中に優勢な代謝物は抱合体の分解物であるカプトプリル-システインジスルフィドである:21:22。

## 開発の経緯
カプトプリルは1975年に発見された。リガンドを念頭に置いて実施された薬物開発の最初の成功例である。レニン・アンジオテンシン・アルドステロン系は20世紀中盤から活発に研究されており、降圧薬の良いターゲットであることが示されていた。最初に目標とされた分子はレニンとアンジオテンシン変換酵素（ACE）であった。最初の突破口は1967年に見出された。アンジオテンシンIからアンジオテンシンIIへの変換が体循環中ではなく肺循環中で発見された。それとは対照的に、ブラジキニンが肺循環を通過している間に活性消失する事も発見された。このアンジオテンシンの変換とブラジキニンの不活化は、同一の酵素で触媒されていると考えられた。
1970年、ブラジキニン作用増強因子（BPF）が、肺循環中でのアンジオテンシンIからアンジオテンシンIIへの変換を妨げることが発見された。BPFは、毒蛇（Bothrops jararaca ）の毒液ペプチドであり、後にアンジオテンシン変換酵素の“collected-product inhibitor”であることが発見された。
カプトプリルはこのペプチドを基に定量的構造活性相関の手法で探求され、遂にペプチド末端のメルカプト基が高いACE阻害活性を有することが発見された。
カプトプリルの承認申請は米国では1981年4月に許可された。日本では1977年に開発が始まり、1982年10月に錠剤と細粒が承認された:1。徐放カプセル剤は1988年9月に承認された:1。
カプトプリルの開発は、最初に蛇毒を矢毒に用いていたブラジルの先住民族に何の利益ももたらさなかったので、「バイオパイラシー」（生物資源の盗賊行為）だと非難する声が上がっている。

## カプトプリル後の開発

### カプトプリルの欠点
カプトプリルの副作用は他のACE阻害薬と大きく変わらず、主な副作用は咳嗽である。しかし、カプトプリルではそれ以外にもチオール基に基づく発疹や味覚異常（金属味や味覚消失）も発生する。
カプトプリルは薬物動態的にも勝れているとは言えず、血中半減期が短いために1日2回〜3回の服用が必要で、患者の服薬コンプライアンスを低下させている。

### 後続のACE阻害薬
上記の副作用や薬物動態上の欠点を解消するため、エナラプリルやその後のACE阻害薬が開発された。発疹や味覚異常を引き起こすと思われていたスルフヒドリル基を取り除く事が薬剤設計の条件の一つとされた。生物学的利用能を向上させるために、多くの場合プロドラッグ化された。後続の全てのACE阻害薬は血中半減期が長いので1日1回〜2回投与であり、服薬コンプライアンスの改善に寄与していると思われる。